# 弗拉季斯拉夫·达万科夫
弗拉季斯拉夫·安德烈耶维奇·达万科夫（羅馬化：Vladislav Andreyevich Davankov；1984年2月25日—），俄罗斯政治人物，自2021年起担任俄罗斯国家杜马副主席。达万科夫是自由派新人党的核心人物。在2021年—2022年俄烏危機中，新人党是唯一不支持顿涅茨克和卢甘斯克兩個「共和國」独立的政党。
达万科夫作为候选人参加2024年俄罗斯总统选举，并于2024年2月宣布，他赞成就俄乌战争进行“和平与谈判”，并结束不必要的审查制度。据报道，克里姆林宫试图阻止他成为候选人，因为与71岁的普京总统相比，他相对年轻。因此，他被描述为“选票上最自由的候选人”和“最有可能成为普京替代者的候选人”，一些民意调查显示他位居第二，仅次于普京。然而也有人指出，他此前在一些问题上采取了保守立场，例如在提出一项将性別過渡定为非法的法案中发挥了关键作用。作为竞选活动的一部分，他还表示反对使用廉价移民劳动力。